# Gibi ASMR
Gibi ASMR (Nova York, 19 de dezembro de 1994) é uma artista de ASMR, youtuber, streamer da Twitch e cosplayer estadunidense.

## Educação
Gibi tem formação em teatro e cinema, e se formou com a turma de 2017 na Escola de Comunicação da Universidade do Noroeste com um Bacharelado em Ciências do Cinema.

## Carreira
Durante os primeiros anos fazendo conteúdo de ASMR, Gibi estava no segundo ano do ensino médio com ansiedade e insônia quando o algoritmo de recomendação do YouTube a apresentou ao gênero. Depois de assistir e ouvir ASMR por anos, Gibi criou seu canal no YouTube em junho de 2016, antes do último ano da faculdade. Naquele mês, ela começou a fazer cosplay e participar de convenções de anime; inspirada por outros criadores, ela incorporou esses interesses em vídeos de ASMR role-play, que apresentam personagens existentes e originais. Desde o início, Gibi pretendia tratar a produção de vídeos como um trabalho em tempo integral, o que incluía tirar folga da faculdade no inverno para se concentrar na produção de seus vídeos. Seis meses depois de se formar, ela estava ganhando o suficiente para criar vídeos em tempo integral e, depois de um ano, atingiu um milhão de inscritos.
Por sugestão de seu editor, Gibi criou seu canal na Twitch em 2017, no qual transmite conteúdos de ASMR e joga jogos eletrônicos. Em 2019, ela apresentou uma web-minissérie do estúdio Rooster Teeth, chamada Encounter Culture.
A Polydor Records entrou em contato com Gibi em 2019 e perguntou se ela faria uma leitura em ASMR do álbum de Billie Eilish, When We All Fall Asleep, Where Do We Go?. Gibi gravou o projeto gratuitamente; desde a sua publicação, acumulou mais de 3 milhões de visualizações. Naquele verão, Gibi foi escalada para estrelar Reese The Movie: A Movie About Reese, um longa-metragem oficial no formato ASMR sobre o chocolate Reese's Peanut Butter Cups.
Em agosto de 2022, Gibi e duas outras personalidades populares do YouTube, Charles White do canal "MoistCr1TiKaL" e Tyler Collins do canal "Jimmy Here", formaram sua própria agência de talentos, Mana Talent Group, focada em criadores de conteúdo on-line.

## Vida pessoal
Gibi toma precauções rigorosas em relação a privacidade para o bem de seus amigos e familiares. Antigamente, ela costumava compartilhar seu status de relacionamento ou a sua localização. Em 2019, Gibi se casou com o marido, Ben, que conheceu na Universidade do Noroeste e hoje administra seus negócios. O casal se mudou em janeiro de 2020, revelando que sua antiga residência ficava em um subúrbio de Chicago. Em novembro de 2020, Gibi revelou que seu primeiro nome é Gina.

## Recepção
Gina é considerada uma das maiores youtubers de ASMR. Seus vídeos foram recomendados por autores para a Bustle, Den of Geek, Heavy.com, e Insider. Escrevendo para a The New York Times Magazine, Jamie Lauren Keiles chamou Gibi de "LeBron James que faz touching" e escreveu favoravelmente sobre sua genuína persona on-line.